# Mastopoma brevifolium
Mastopoma brevifolium är en bladmossart som beskrevs av Brotherus 1928. Mastopoma brevifolium ingår i släktet Mastopoma och familjen Sematophyllaceae. Inga underarter finns listade i Catalogue of Life.